# Pellenes iva
Pellenes iva es una especie de araña saltarina del género Pellenes, familia Salticidae. Fue descrita científicamente por Caleb en 2018.
Habita en India.